# Шоколадный агар

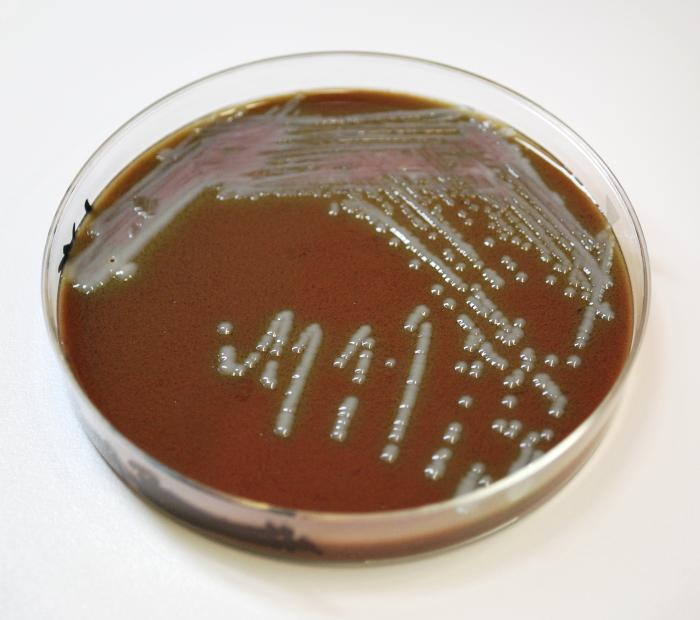
Культура Francisella tularensis, выращенная на шоколадном агаре

Шокола́дный ага́р (устар. агар с гретой кровью) — представляет собой питательную среду, обогащённую лизированной высокой температурой кровью или гемоглобином, которая применяется для выделения и культивирования патогенных бактерий с высокими питательными потребностями. Питательная среда получила название за характерный цвет и не содержит в своём составе шоколад или какао. Условно шоколадный агар можно назвать разновидностью кровяного агара, однако эти среды различаются по назначению и способу приготовления.

## Состав и приготовление
В качестве основы шоколадного агара используют широкий спектр плотных питательных сред, применяемых в микробиологии. К расплавленной стерильной основе добавляют 5-10 % крови животных и прогревают на водяной бане при температуре около 80 °C в течение 5 минут, для того чтобы лизировать эритроциты и инактивировать ферменты, разрушающие фактор роста V. В некоторых случаях, например при использовании крови свиней или коз, температура прогревания может составлять 100 °C, а время прогревания увеличивают до 15 минут.
Зачастую для приготовления шоколадного агара вместо крови используют стерилизованную в автоклаве суспензию, приготовленную из сухого гемоглобина. В связи с тем, что гемоглобин не является полноценной заменой крови, в питательную среду добавляют синтетические ростовые добавки, содержащие НАД, необходимый для роста бактерий рода Haemophilus, а также витамины и вещества, стимулирующие рост гонококков и менингококков.

## Применение

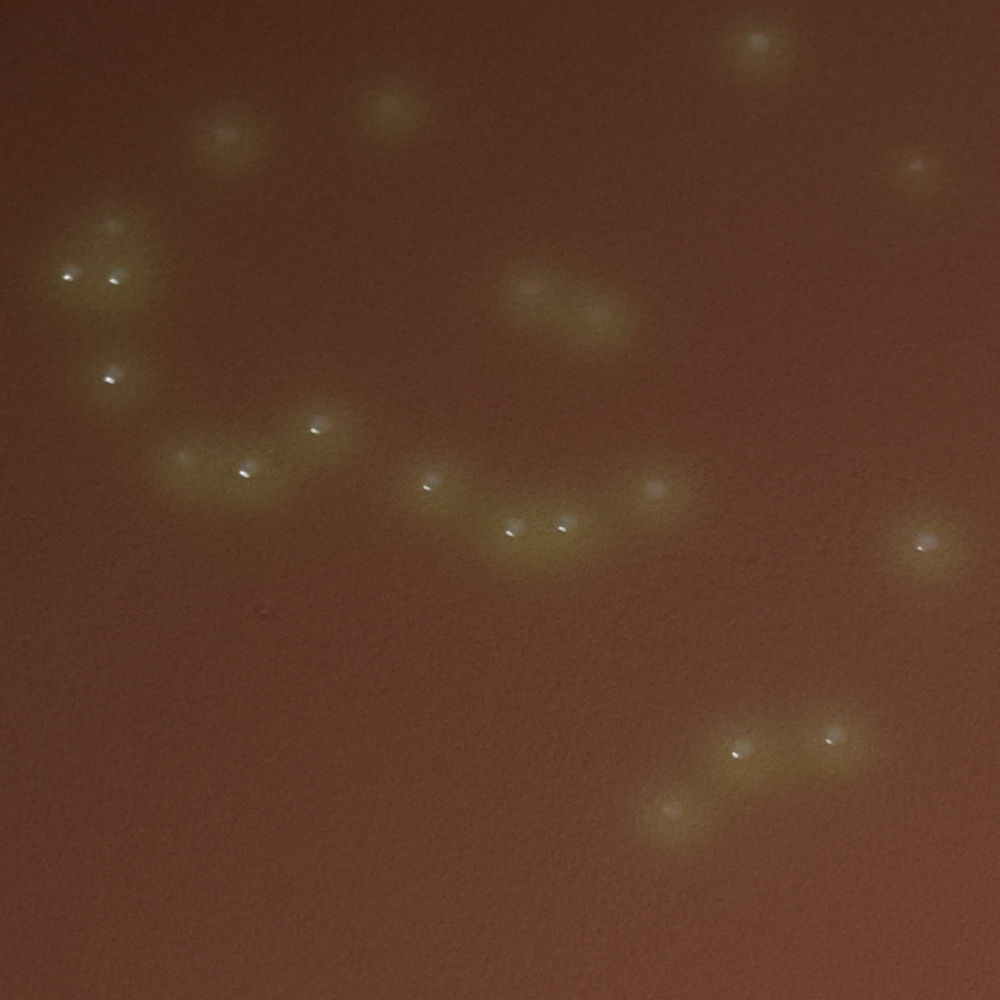
Изменение цвета шоколадного агара вокруг колоний Streptococcus pneumoniae через 18 ч культивирования

Шоколадный агар используют для выращивания требовательных к питательной среде бактерий, таких как гонококк (Neisseria gonorrhoeae) и
менингококк (Neisseria meningitidis). Кроме того, некоторые патогенные бактерии (в частности, Haemophilus influenzae) нуждаются в дополнительных факторах роста V и X, которые находятся внутри красных клеток крови (эритроцитов). Для успешного выращивания таких бактерий необходимы лизированные (разрушенные методом медленного нагревания) эритроциты. Температура в 80 °C также инактивирует ферменты, которые могли бы метаболизировать NAD (Никотинамидадениндинуклеотид).
В отличие от кровяного агара, при культивировании микроорганизмов на шоколадном агаре не происходит гемолиза. При этом, некоторые α- и β-гемолизирующие микроорганизмы, выделяющие перекись водорода, образуют на шоколадном агаре зоны позеленения, сходные с α-гемолизом.
Добавление бацитрацина к шоколадному агару делает его элективной питательной средой, избирательной для рода Haemophilus. Вариант шоколадного агара Thayer-Martin содержит целый ассортимент антибиотиков и является элективной питательной средой для культивирования различных видов грамотрицательных диплококков рода Neisseria.